# メルケルの斜方形

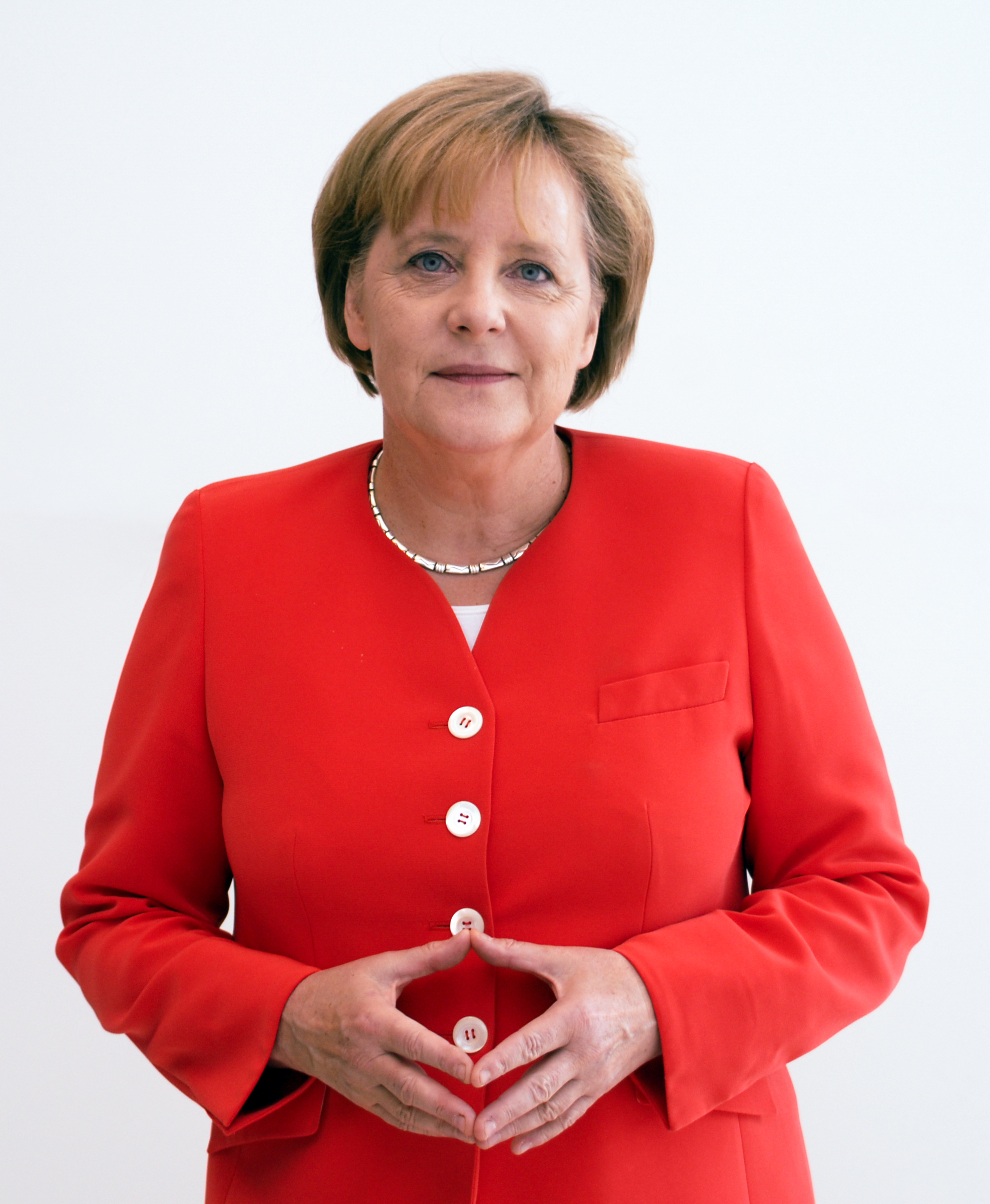
トレードマークのジェスチャーをするアンゲラ・メルケル

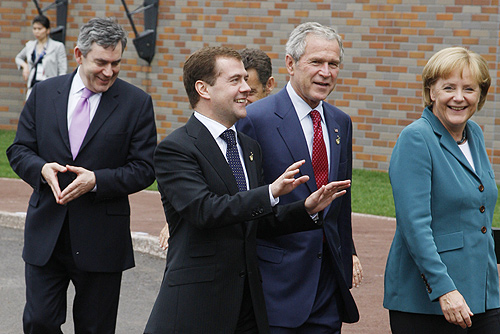
2008年のG8サミット中にメルケルのポーズを真似るゴードン・ブラウン英首相（当時）

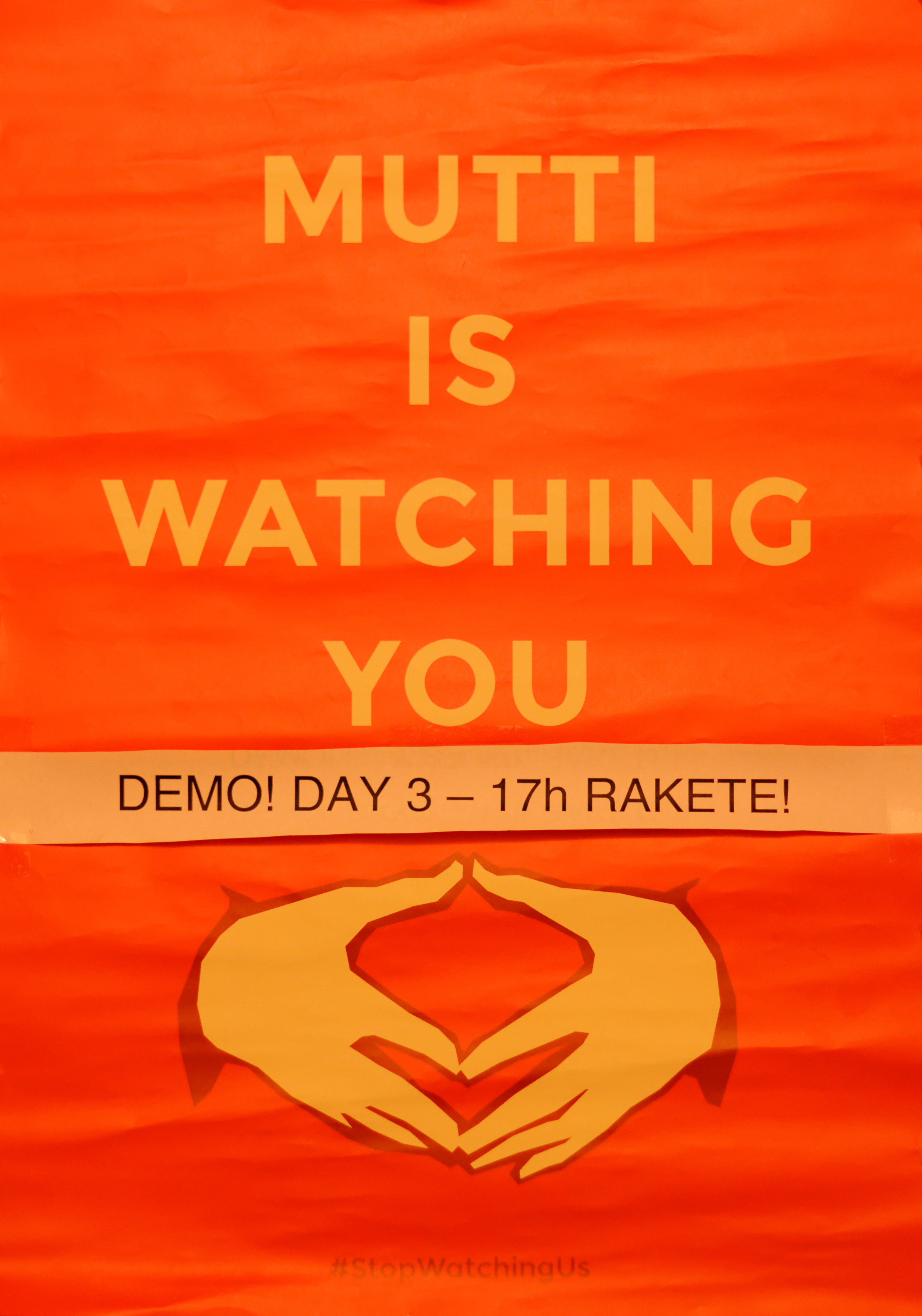
カオス・コミュニケーション・コングレスにおける「母の手」の風刺ポスター

メルケルの斜方形（メルケルのしゃほうけい、ドイツ語: Merkel-Raute）またはメルケルのひし形（メルケルのひしがた）は胸の下に指が触れあうように手を置くハンドジェスチャーで、「斜方形」（Raute）は親指と人差し指が四角に似た形をつくることから来ている。ドイツの首相であるアンゲラ・メルケルの代名詞的な仕草であり、「おそらく世界でも有数の誰もが見覚えあるハンドジェスチャーである」。
「メルケルの斜方形」がトレードマークとなった経緯について聞かれたメルケルは、こう述べている。「手のやり場に困るというのがよくあるでしょう。まさにそれがきっかけよ」。メルケルは特にアドバイザーに頼ることなく、この仕草を使うようになった。彼女は、このジェスチャーには「対称性へのある種の愛 („eine gewisse Liebe zur Symmetrie“)」が込められていると語っている。

## 政治的利用
このポーズをメルケル一流の仕草とするのは、もともと彼女とその内閣をあざける側だった。よくあるのは、彼女がふだん着ている派手な色のジャケットとセットでコメディアンが彼女の物まねをするというものである。2013年のバイロイト音楽祭で初披露されたジャン・フィリップ・グローガー演出のフライング・ダッチマンでは、この「メルケルの斜方形」が資本主義批判のシンボルとして用いられた。パフォーマンスの最中、無名のエリート銀行員と経営者たちがシンクロしながら、明らかにその象徴としてこの仕草を行うのである。
反対に、メルケルの所属するキリスト教民主同盟（CDU）がこのジェスチャーを利用するときは、メルケルの不動のリーダーシップを政治的に象徴するものとして用いられる。2013年9月2日、連邦選挙戦のクライマックスにおいて、CDUはベルリン中央駅を訪れた旅行者を歓迎する巨大な垂れ幕を用意した。これは建設中のホテルを横断して広げられたもので、面積にして2,400m2にも達した。この広告は、CDUの支持者がそれぞれ「斜方形」のポーズをした写真を2150枚並べて画面いっぱいにモザイク状の巨大な「斜方形」を描いたもので、隣には「ドイツの未来は安心な人の手に委ねられた」というスローガンがうたわれた。CDUの選挙キャンペーン責任者であるヘルマン・グローエによれば、この選挙ポスターは完璧なまでに「選挙における我々のメッセージを具現化する」ものだった。
野党議員はこの巨大な広告が「キューバ的」「異様な個人崇拝」であると批判していて、ベルリンの日刊紙ターゲスシュピーゲルはクルト・トゥホルスキーの詩「母の手」になぞらえメルケルを「お母さん」（Mutti） と呼んだ。このエピソードは、ポーズ一つでキャラクターが立ってしまうことは政治家にとって必ずしも歓迎すべきものではないことをうかがわせる。
「メルケルの斜方形」がCDUの選挙キャンペーンに利用されたのは、この広告のときだけではない。例えばキリスト教民主同盟の青年部は、ドイツ各地でメンバーが輪になってこのジェスチャーを行うフラッシュモブを企画している。また、このポーズはべつのポスターの主題にもなっている。これはジェスチャーの画像とともに「冷静に、首相に投票せよ」(“Cool bleiben und Kanzlerin wählen”)のスローガンが添えられたものだ。こうしたポスターはTシャツやパーカーなど様々な衣料品のデザインに流用された。CDUの選挙広報部隊である「チーム・ドイチュラント」はウェブサイトでこのポーズをメルケルの記号として少なくとも2013年3月から用いている。またキリスト教民主学生連盟は、「メルケル派学徒」( (“Studenten für Merkel”)というウェブサイトを開設し、「私はアンゲラに1票！あなたは？」(“Ich wähle Angie! Und du?”)というスローガンとともに「メルケルの斜方形」のポーズをとった学生達の写真を掲載し、閲覧者にも同じように自分たちが写真を撮ってアップロードすることを推奨していた。

## インターネット・ミーム
CDUの巨大なキャンペーンポスターという一種のインスタレーションは、インターネット上の特にソーシャルネットワーキングサービスで反響を呼んだ。なかでもMr.バーンズ（似たようなポーズが特徴）、グランピー・キャット、スポックなどのキャラクターとメルケルの手のコラージュは人気を集めた。
CDUはインターネットでも「メルケルの斜方形」を表すイモティコン（顔文字）<>をメルケルの政治的象徴として利用した。2013年の選挙戦直後からこういった利用例がみられ、例えば同党は上記のキャンペーンポスターがプリントされたバッグを賞品として、<>を使ってコメントを残すコンテストをFacebook上で行った。